# Lycée franco-libanais Habbouche-Nabatieh
Le lycée franco-libanais Habbouche-Nabatieh (LFLHN) est un établissement d'enseignement fondé en 1997 par la Mission laïque française (MLF). Il est situé à Habbouche, un village du caza de Nabatieh dans le gouvernorat homonyme, au sud du Liban. 
L'établissement est conventionné avec l’Agence pour l'enseignement français à l'étranger (AEFE). C’est un établissement homologué pour l’enseignement des programmes français. Les élèves y sont scolarisés entre la classe de petite section de maternelle et la classe de terminale. Ils suivent un double cursus et sont préparés aux diplômes français et libanais. En plus du français, les langues enseignées sont l’anglais, l’espagnol et l’arabe.

## Histoire

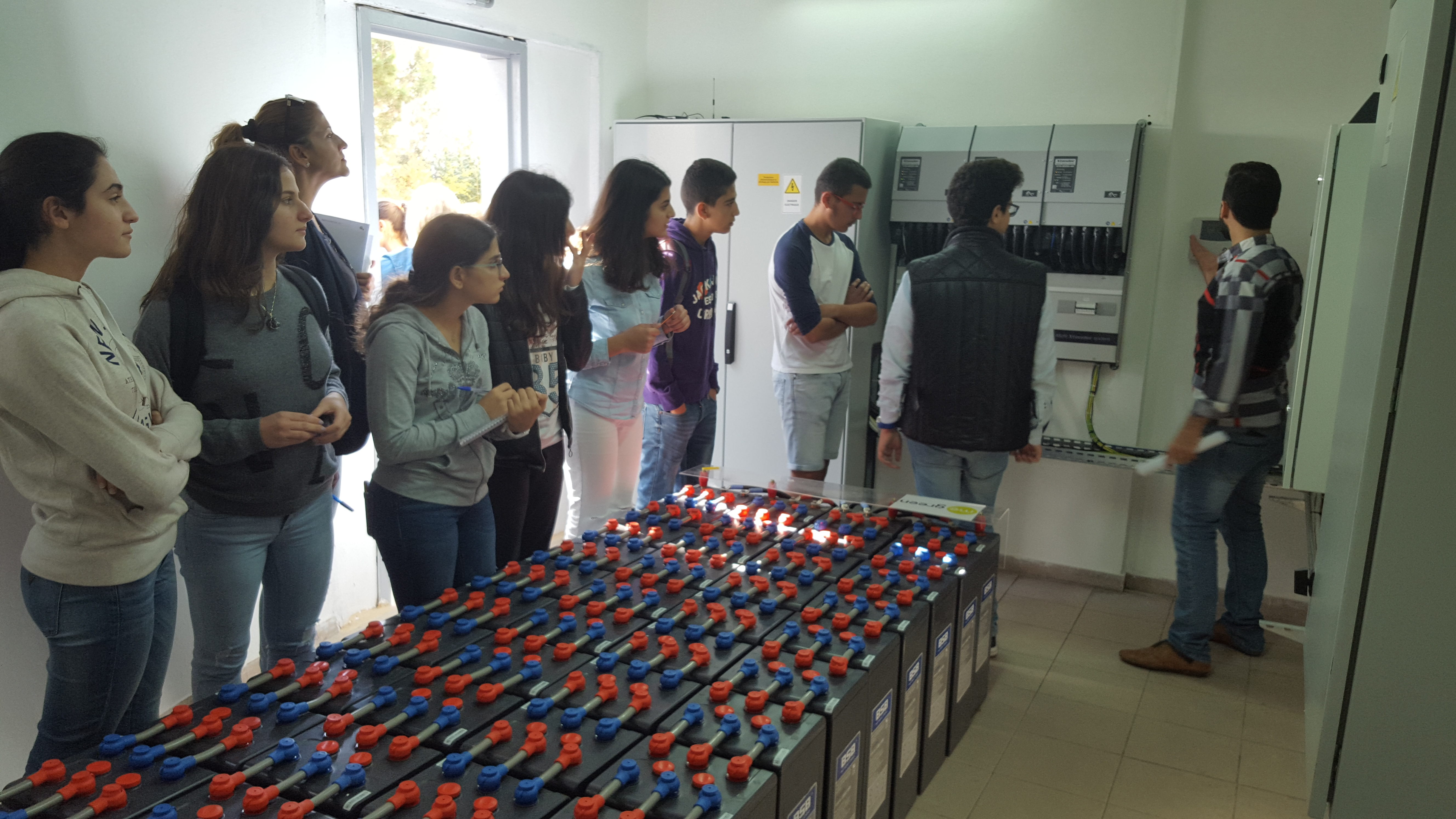
La centrale photovoltaïque.

Le 28 novembre 1997 le lycée est inauguré avec 260 élèves en présence de Nabih Berri, président de l'Assemblée nationale du Liban, de l'ambassadeur de France au Liban, Daniel Jouanneau, et de Gérard Chomier, secrétaire général de la Mission laïque,,.
Le LFLHN est le sixième établissement de la mission laïque au Liban. Le bureau d’architecture de M. Garillon a conçu et réalisé ce projet.
En 1999 l'établissement accueille environ 500 élèves.
En 2006, pendant la guerre du Liban, le lycée français de Nabatieh a servi de centre de regroupement pour les Français bloqués au Sud du pays. Ils ont été transférés à Beyrouth avec les bus du lycée, Israël s'étant engagé de ne pas bombarder le convoi,,.
En 2016, est inaugurée la centrale solaire photovoltaïque du lycée, dotée de 84 panneaux.
En avril 2017, des élèves du lycée franco-libanais sont reçus en Occitanie via l’association de médiation scientifique gersoise À Ciel Ouvert, à l'occasion « d'une classe de découverte pluridisciplinaire en astronomie, aéronautique et environnement ».
En 2019, le LFLHN participe au Premier congrès des Saventuriers, un projet scientifique développé par le Centre de Recherches Interdisciplinaires.
De nombreux élèves d’Afrique de l’Ouest francophone étudient dans le lycée (avec Institut français du Liban).
En 2020, Sophie Labre, proviseur du lycée militaire de Saint-Cyr jusqu’en 2017, est nommée à la tête du LFLHN.
Traditionnellement, une cérémonie solennelle de remise des diplômes est organisée chaque année pour les élèves de Terminale. Après des discours en Français, Arabe, Anglais et Espagnol (fidèles à la devise de la Mission laïque française « deux cultures, trois langues »), et quelques interludes musicaux, le proviseur remet aux élèves leurs diplômes de fin d’étude. Complètement abandonnée en France en 1968, cette tradition est très observée dans les établissements du réseau de la MLF,.

## Galerie

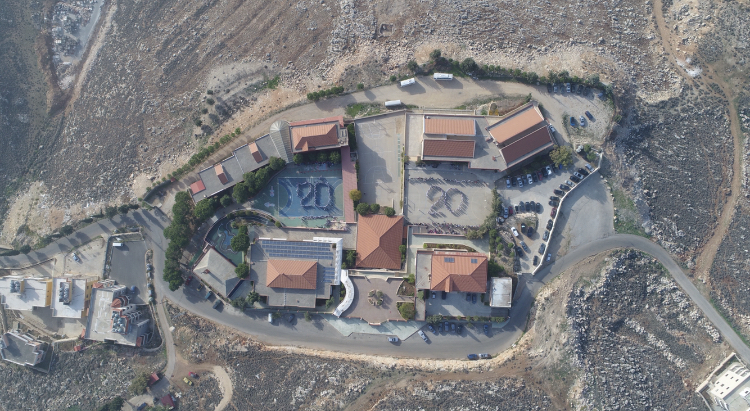
Vue aérienne. Le campus du LFLHN lors des festivités de ses 20 ans en 2017.
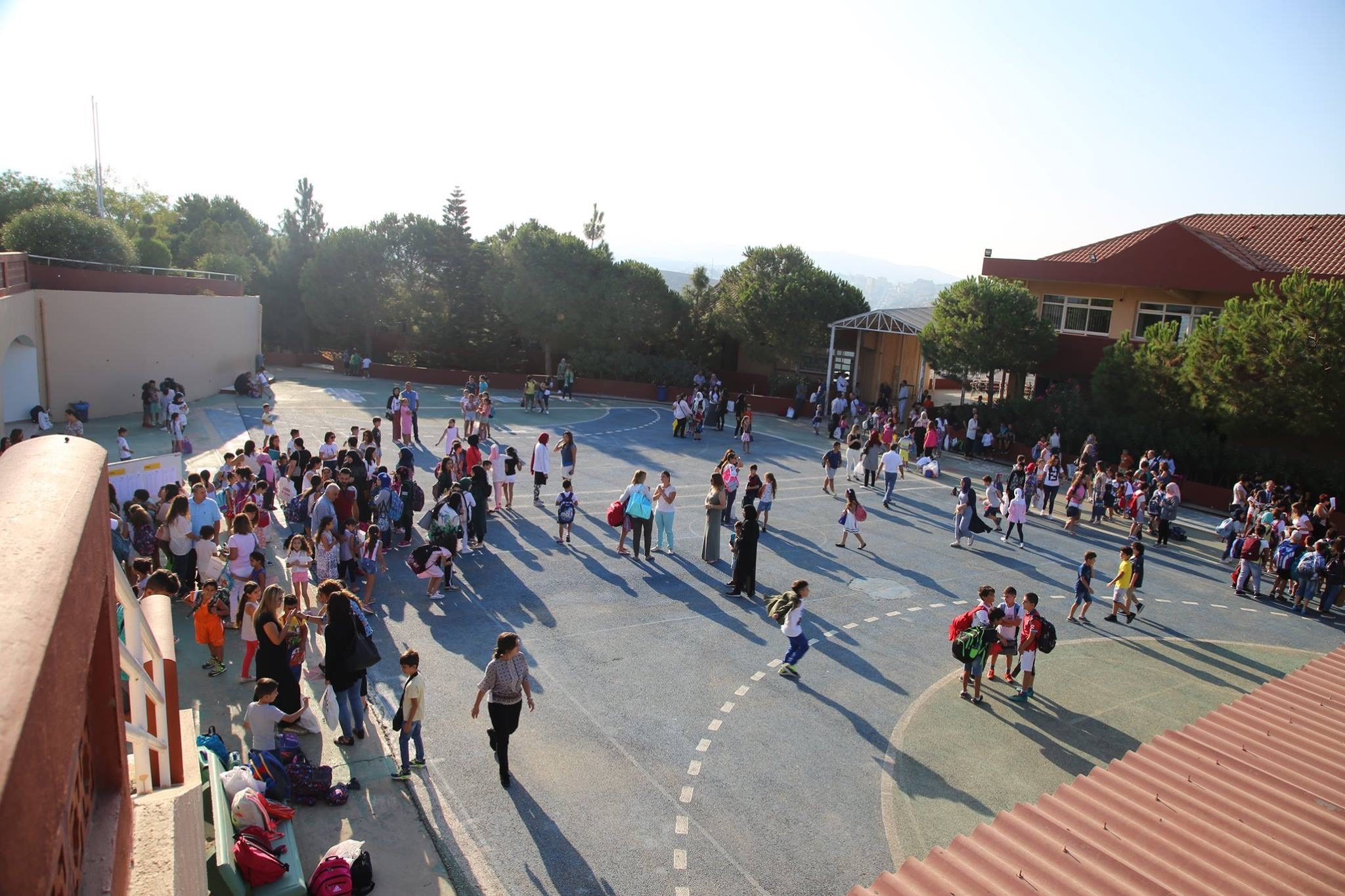
Espace de l'enseignement primaire (CP - CM2).
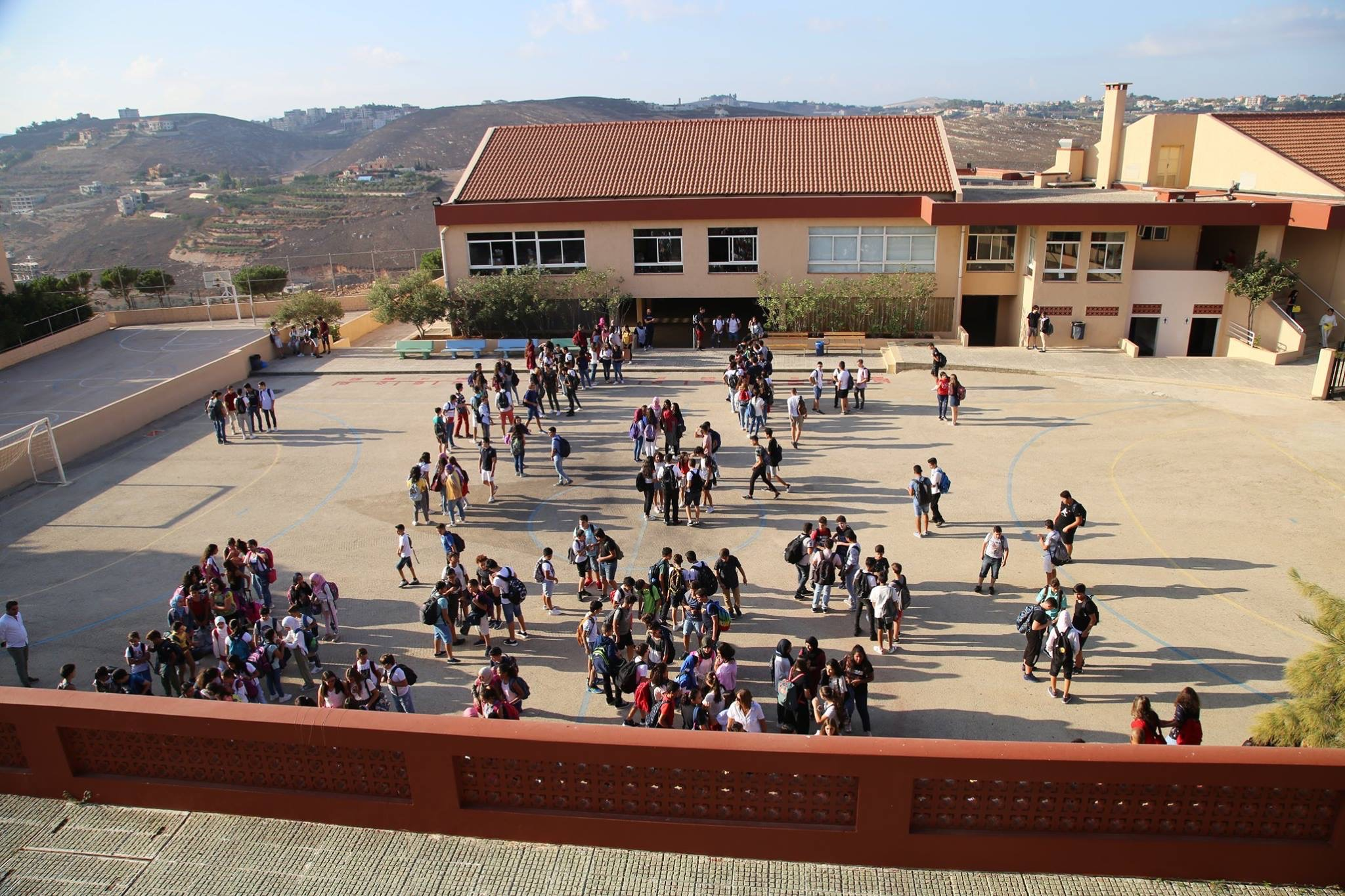
Espace de l'enseignement secondaire (collège et lycée)